# Ou (aliment)
Els ous són postos per animals femelles de moltes espècies diferents, inclosos ocells, rèptils, amfibis, alguns mamífers i peixos, i molts d'ells han estat menjats pels humans durant milers d'anys. L’ou té com a objectiu de perpetuar l'espècie en els ovípars. Les femelles ponen sense gairebé cap desenvolupament embrionari, procés que té lloc fora del cos de la mare, en el cas dels ous fecundats.
L’ou és el gàmeta de la gallina en la reproducció sexual. És unicel·lular, té una forma aproximadament el·líptica, cosa que li ha donat el nom d'ovoide, que defineix aquesta silueta. Després de ser fecundat, hi allotja l'embrió durant el seu desenvolupament, proveint protecció i tots els nutrients que aquest haurà de menester, puix que l’ou no està en contacte amb la mare. L’ou de gallina és l’obtingut de l'espècie Gallus gallus.
Com a aliment, els rovells d'ou i els ous sencers emmagatzemen quantitats importants de proteïnes i colina, i s'utilitzen àmpliament en la cuina. Malgrat el valor nutricional dels ous, hi ha alguns problemes de salut potencials derivats del contingut de colesterol, la contaminació per salmonel·la i l'al·lèrgia a les proteïnes de l'ou.
Les gallines i altres criatures ponedores d'ous es mantenen àmpliament a tot el món i la producció massiva d'ous de gallina és una indústria global. El 2009, es calcula que es van produir 62,1 milions de tones mètriques d'ous a tot el món a partir d'un ramat total d'aproximadament 6,4 mil milions de gallines.

## Varietats

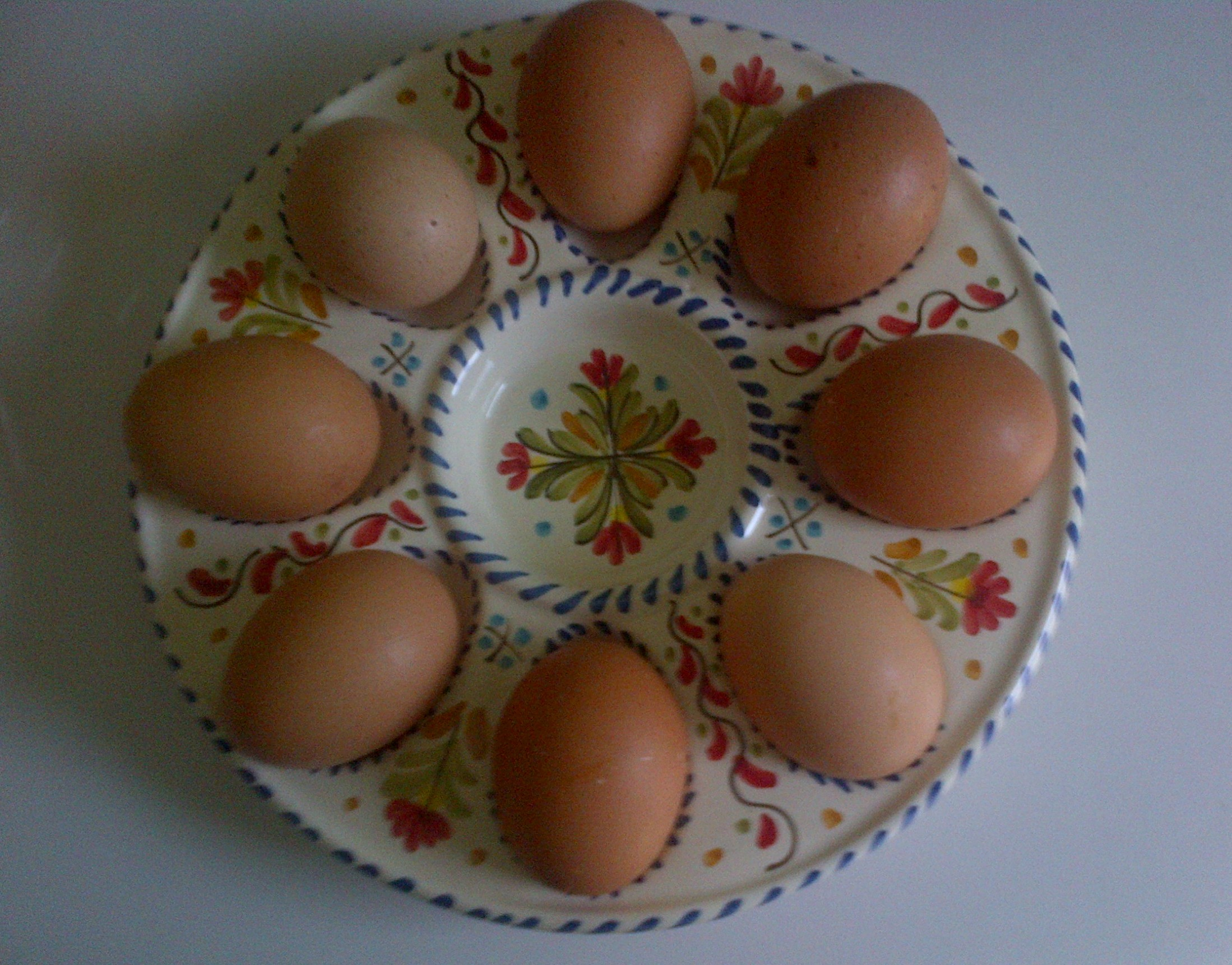
Ous

Els més consumits, amb gran diferència, són els de gallina, seguits pels d'ànec i oca, terrós clar. Depenent de la regió o cultura es tendeix a preferir-ne uns o altres. Tot i que en general s'associen els blancs a una major higiene i els rossos a ser més naturals, en realitat són iguals.

## Procés de formació de l'ou
La gallina pon ous independentment que siguin fecundats per un gall. Les gallines són seleccionades genèticament per tal d’aconseguir una producció elevada d’ous, cada 25 hores, a un ritme cardencial, l’òvul, que és el rovell, es desprèn de l’ovari i a través de l’oviducte i s’envolta de clara i closca les quals tenen la funció de protecció.

## Història
Els ous d'ocells han estat aliments valuosos des de la prehistòria, tant en societats de caça com en cultures més recents on es van domesticar els ocells. El pollastre probablement va ser domesticat pels seus ous (de les aus de la selva natives del sud-est asiàtic tropical i subtropical i el subcontinent indi) abans del 7500 aC. Els pollastres van ser portats a Sumer i Egipte el 1500 aC, i van arribar a Grècia cap al 800 aC, on la guatlla havia estat la font principal d'ous. A Tebes (Egipte), la tomba d'Haremhab, que data d'aproximadament l'any 1420 aC, mostra una representació d'un home que porta bols d'ous d'estruç i altres ous grans, presumiblement els del pelicà, com a ofrenes. A l'antiga Roma, els ous es conservaven mitjançant diversos mètodes i els àpats sovint començaven amb un plat d'ou.[6] Els romans van aixafar les petxines dels seus plats per evitar que els mals esperits s'hi amaguessin.
A l'edat mitjana, els ous estaven prohibits durant la Quaresma per la seva riquesa, encara que la motivació per renunciar als ous durant la quaresma no era del tot religiosa. Una pausa anual en el consum d'ous va permetre als agricultors descansar els seus ramats, i també limitar el consum de pinso de les seves gallines durant una època de l'any en què les existències d'aliments eren habitualment escasses.
Els ous remenats amb sucs de fruites àcids eren populars a França al segle xvii; aquest podria haver estat l'origen de la crema de fruita.
La indústria dels ous secs es va desenvolupar al segle xix, abans de l'auge de la indústria dels ous congelats. L'any 1878, una empresa de St. Louis, Missouri, va començar a transformar el rovell d'ou i la clara d'ou en una substància de color marró clar, semblant a la farina mitjançant un procés d'assecat. La producció d'ous secs es va expandir significativament durant la Segona Guerra Mundial, per a l'ús de les Forces Armades dels Estats Units i els seus aliats.
El 1911, Joseph Coyle va inventar el cartró d'ous a Smithers, Colúmbia Britànica, per resoldre una disputa sobre ous trencats entre un granger de Bulkley Valley i el propietari de l'hotel Aldermere. Els primers cartrons d'ous estaven fets de paper. Els cartrons d'ous de poliestirè es van fer populars a la segona meitat del segle xx, ja que es considerava que oferien una millor protecció, especialment contra la calor i la ruptura, però al segle XXI les consideracions ambientals han donat lloc a les caixes de paper més biodegradables (sovint fetes de material reciclat).) torna a ser més utilitzat.

## Sistemes de producció: Model Europeu de producció d'ous.[13][2]
El procés de producció de l’ou s’inicia a la granja avícola de posta. On només s’allotgen gallines i no a galls. Per això, els ous provinents de granges comercials no estan fecundats ni poden incubar-se perquè donin lloc a pollets.
Les granges de gallines de posta de la UE (Unió Europea) estan registrades i autoritzades per la seva activitat per l’administració competent (en el cas d'Espanya, les autoritats responsables de la producció ramadera de les Comunitats Autònomes). Controla el compliment de les normes que defineixen el model europeu com el benestar i sanitat animal, l'alimentació i el respecte al medi.
En cada granja de gallines de posta d’almenys 350 aus s’han de seguir una sèrie de protocols per garantir el benestar de les aus i les seves condicions sanitàries òptimes:
-Almenys un cop al dia, les instal·lacions i les gallines són inspeccionades per a comprovar que el seu estat és adequat.
-Les eines, equips i locals en contacte amb les gallines i els ous s’han de netejar i desinfectar regularment i en profunditat entre cada període de producció.
-S’ha de vetllar perquè el nivell de soroll dins de les naus sigui el més baix possible. Se’ls hi proporciona il·luminació amb intensitat adequada i almenys 8 hores a les fosques per facilitar el seu descans.
-El veterinari/a responsable de la granja aplica programes de control sanitari per prevenir la Salmonella i altres malalties pròpies d’aquests animals. A més, s’apliquen normes de bioseguretat i higiene en la granja per impedir possibles contaminacions procedents de l'exterior o del contactes amb altres animals salvatges o sense control sanitari.
Per tenir una bona producció d’ous, cal cuidar la qualitat de l’alimentació i de l’aigua de beguda de les gallines, controlant-les amb freqüència per garantir criteris de qualitat i seguretat. S’alimenten amb pinsos especials per aquestes aus. Consisteix en una barreja de cereals als que se’ls hi afegeix proteïna, normalment soja, vitamines i minerals per augmentar el seu valor nutritiu i la qualitat de l’ou. La composició de l’ou depèn de l'edat de la gallina i de les seves necessitats.
La normativa de la Unió Europea diferencia quatre formes de cria (allotjament i maneig) de les gallines de posta:
Gallines criades en gàbia: es troben allotjades en petits grups. Permet un control sanitari eficient ja que separa a les aus de les seves deposicions i de l’ou després d’haver-lo posat. Aquest mètode permet que les gallines tinguin accés directe i continu a una alimentació equilibrada i a aigua.
Gallines criades en el terra: estan allotjades en naus amb menjadores i abeuradors on tenen llibertat de moviment i els permet interactuar entre elles.
Gallines camperes: les gallines estan allotjades en una nau com en les criades en el terra però a més tenen accés a un terreny a l’aire lliure on poden picotejar, escarbar i fer-se banys de sorra.
Gallines de producció ecològica: a més de tenir accés a l’aire lliure, són alimentades amb pinsos provinents exclusivament d’agricultura ecològica i només poden rebre tractaments autoritzats per aquest tipus de producció, regulat per una normativa específica i controlada pels Consells Reguladors de l'Agricultura Ecològica.
Altres requisits del model europeu que han de complir les granges són els que regulen l’alimentació i el control sanitari de les aus, la limitació de les emissions al medi ambient i la gestió de subproductes i residus.

## Producció a la UE i legislació
Espanya produeix el 10 % d'ous respecte el total en la Unió Europea ocupant la 4a posició,en la primera posició està França (13%), seguit d'Alemanya (12%) i Itàlia (11%) segons les estadístiques de l’any 2017.

### Producció d’ous ecològics
En el Reglament d’execució (UE) 2018/1584 de la Comissió, de 22 d’octubre de 2018 s'estableixen disposicions d’aplicació sobre producció i etiquetatge dels productes ecològics, pel que fa a la producció ecològica, el seu etiquetatge i el seu control.
La Generalitat de Catalunya proporciona un Guia de correctes pràctiques d'higiene en la producció i comercialització d'ous.

### Reglaments vigents UE
- Per comercialització dels ous: REGLAMENTO (CE) N o 589/2008 DE LA COMISIÓN de 23 de junio de 2008.
- Criteris microbiològics que ha de complir l'ou: REGLAMENTO (CE) no 2073/2005 DE LA COMISIÓN de 15 de noviembre de 2005.
- Etiquetatge: Els ous de categoria A han de complir en les característiques establertes al REGLAMENTO (CE) N o 589/2008 DE LA COMISIÓN de 23 de junio de 2008.

## Marcatge a la closca[2]
És molt important la traçabilitat per poder seguir el rastre per totes les etapes de producció, transformació i distribució. Dona credibilitat i eficàcia al sistema de control de la inocuïtat dels aliments al llarg de la cadena alimentària i és obligatòria en el model de producció de la UE. És per això que en el cas dels ous, aquesta traçabilitat ha d’estar controlada des de la granja.
Si ens fixem, ens els ous sempre va un codi amb tinta aprovada per ús alimentari que té una explicació i és que el primer dígit fa referència a com han estat criades les gallines, el segon i el tercer a les inicials del país de la UE on ha estat produït l’ou i la resta de dígits són els identificatius de la granja de producció.

## Distinció d'un ou fresc[2]
Hi ha un experiment senzill que es pot fer a casa quan volem valorar si un ou és més o menys fresc, sobretot quan ja no tenim l'envàs dels ous o l'etiqueta i no sabem quant fa que es van posar.
La prova consisteix en posar l’ou cru sencer amb molt de compte en un got d’aigua. Si és fresc s’enfonsarà i quedarà cap al fons del got però com més vell sigui l’ou, més surarà a l’aigua. Això és degut al fet que conforme va passant el temps la pel·lícula impermeable que protegeix l’ou es va perdent i fa que poc a poc es vagi perdent aigua del seu interior i es vagi incorporant aire que s’acumularà a la camàra d’aire de l’interior de l’ou.

## Nutrients de l'ou
L’ou és un dels aliments més complets que existeixen. El contingut de l’ou és capaç per si mateix de donar lloc a un ser viu complet, és per això que és una font molt completa de nutrients, tots aquests de forma disponible, és a dir, que el nostre organisme és capaç d’utilitzar-los.
Per una banda, el contingut proteic de l’ou té un alt valor biològic, i a més l'ou s’utilitza com a referent per quantificar la qualitat d'altres tipus de proteïnes, contingudes en d'altres aliments. La varietat d’aminoàcids continguts en la proteïna de l’ou i la seva proporció el que dona lloc a aquesta proteïna d'alta qualitat i que a més podem obtenir de forma econòmica en el seu propi envàs natural.
L’ou també és un dels aliments amb millor composició de greixos, d'entre els quals destaquen els àcids grassos insaturats que tenen un benefici per la salut. Es parla de coeficient àcid gras saturat/àcid gras insaturat (AGS/AGI) per a establir la relació entre els greixos beneficiosos dels totals. La relació AGS/AGI de l’ou és molt recomanable i té un valor de 0,55.
Per altra banda, la ingesta d'un ou contribueix en el 10-20% d’àcid fòlic necessari diari i el 20-30% de vitamina A, E i el 95% de B12.
En definitiva, tot el contingut de nutrients de l’ou els podem obtenir mitjançant la seva ingesta, per això, podem classificar l’ou  com un aliment funcional.

### Macronutrients
Els macronutrients són els nutrients de l’ou de major pes molecular com proteïnes i lípids.
El pes d’un ou de gallina  està repartit entre 45 i 80 g. En el Reglament(CE) 589/2008 s’estableix la categoria de l’ou, que pot ser A o B segons les característiques qualitatives d’aquest.
Els ous de categoria A, es classifiquen en funció del seu pes de la següent manera:  
XL(molt grans): pes ≥ 73 grams; L (grans): pes ≥ 63 grams i < 73 grams; M(mitjans): pes≥ 53 grams i  < 63 grams; S(petits): pes <53 grams.
Dos ous mitjans (53 -63 g) corresponen aproximadament a 100 grams de pes total comestible. Per establir la composició dels nutrients d’un aliment es calcula sobre 100 grams d’aquest, per tant, en el cas de l’ou, el percentatge de nutrients serà equivalent a una quantitat de dos ous mitjans.
La ingesta diària de referència (IR) dels seus nutrients s’estableixen per un adult mitjà que consumeix 2000 kcal /8400kj, segons la taula següent l’ou compleix que:

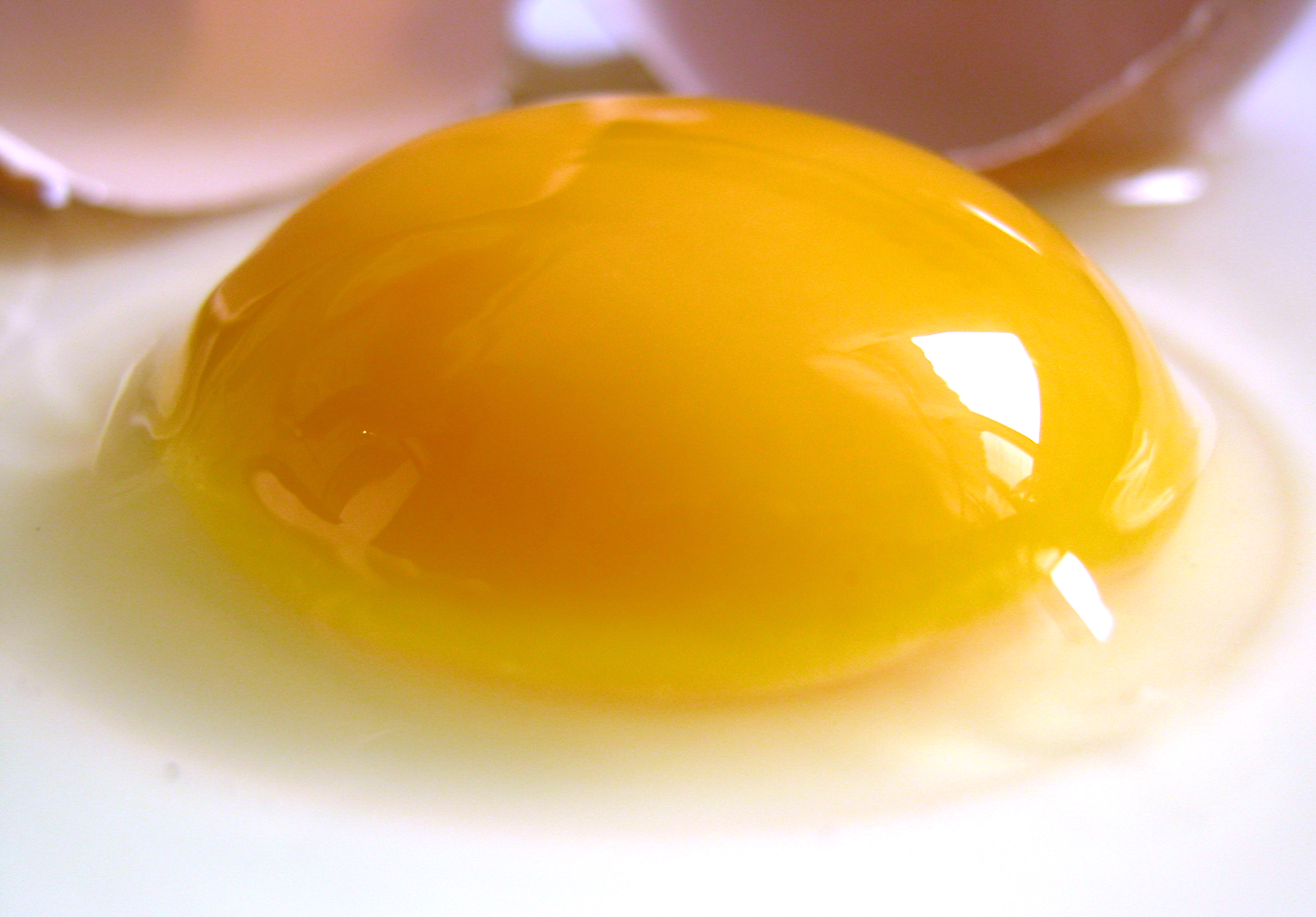
Rovell d'un ou cru

| MACRONUTRIENTS | %IR  |
| PROTEÏNA       |      |
| 12,7 g         | 25,4 |
| GREIXOS        |      |
| 9,7g           | 14   |
| ENERGIA        |      |
| 141 KCAL       | 7    |
| SUCRES         |      |
| <1g            | <1   |

#### Proteïnes
L'ou és un aliment ric en proteïnes i cobreix un elevat percentatge de les ingestes recomanades d'aquest macronutrient. A més les proteïnes de l'ou són d'elevada qualitat, ja que proporciona tots i cadascun dels aminoàcids essencials. Per això s'ha considerat durant anys la proteïna de major qualitat, i era el patró amb què es comparava la de la resta d'aliments. En l'actualitat la qualitat d'una proteïna es valora tenint en compte el seu contingut en aminoàcids i també la seva digestibilitat. La proteïna de l'ou té la màxima qualificació, ja que no conté cap aminoàcid limitant i es tracta d'una proteïna molt fàcil de païr, més valorada que altres proteïnes d'origen animal, i bastant superior a les proteïnes vegetals.
Les persones físicament actives i els esportistes necessiten prendre proteïnes d'elevada qualitat, ja que són necessàries per sintetitzar noves proteïnes corporals, com les musculars, que han de reparar-se quan es fan malbé després de l'esforç. A més, alguns aminoàcids poden ser utilitzats per a la producció d'energia en el múscul. Per afavorir la recuperació muscular, especialment en els esports de resistència, es recomana prendre regularment uns 20 g de proteïna en cadascuna dels àpats principals, després de l'entrenament i abans d'anar a dormir. La recomanació d'ingesta de proteïnes per a persones físicament actives i esportistes s'han establert entre 1,2 i 2,0 g / kg pes / dia, més elevades que les d'individus sedentaris (0,8-1,0 g / kg pes / dia).
A més, hi ha proves emergents d’estudis publicats que els ous poden contribuir a una major sacietat. En resum, la riquesa de l’ou en proteïnes és alta, amb l’avantatge que a més són fàcils de digerir i té un efecte saciant en comparació amb altres proteïnes i, per descomptat, més saciant que la del greix o dels hidrats de carboni.
Per altra banda,  són una de les fonts econòmiques més àmpliament disponibles de proteïna animal i van amb el seu envàs natural, la closca.

#### Lípids
L’ou també és un dels aliments amb millor composició de greixos, i aquests estàn continguts en el rovell. L'energia de l’ou prové majoritàriament del greix. La qualitat del seu greix és bona ja que la quantitat d’àcids grassos monoinsaturats i poliinsaturats supera àmpliment al greix saturat. També conté Omega-3, tant EPA (àcid eicosapentaenoic) com DHA (àcid docosahexaenoic) que han demostrat efectes beneficiosos sobre la salut, jugant un paper important sobre el desenvolupament del cervell i la prevenció de malalties cardiovasculars. (Per informació referent al colesterol dels ous, consultar l'apartat "Ou i colesterol".)

Es parla de coeficient àcid gras saturat/àcid gras insaturat (AGS/AGI) per establir la relació entre els greixos beneficiosos dels totals. La relació AGS/AGI de l’ou és molt recomanable i té un valor de 0,55.
Al mateix temps és destacable la riquesa en àcid oleic (monoinsaturat), valorat pels seus efectes favorables per la salut.
Per acabar, l’ou, és la millor font dietètica de lecitina o fosfatidilcolina, compost de gran interès nutricional per la seva importància en diversos processos metabòlics, en la construcció de membranes cel·lulars i del neurotransmissor acetilcolina.
Actualment la ingesta recomanables d’acetilcolina és de 500 mg/dia, i a questa és pràcticament la quantitat que aporta un ou.
| Component         | 1 ou complet (50 g comestibles) |
| ----------------- | ------------------------------- |
| Lípids totals(g)  | 4,9                             |
| AGS(g)            | 1,4                             |
| AGM(g)            | 1,8                             |
| AGP(g)            | 0,8                             |
| Colesterol (g)    | 0,2                             |
| Àcid oleic(g)     | 2                               |
| Àcid linoleic(g)  | 1                               |
| Àcid linolènic(g) | 0                               |
| EPA(mg)           | 4                               |
| DHA(mg)           | 30                              |
| Total omega 3(mg) | 51                              |

##### Carotenoides
L’ou és l’únic aliment d’origen animal que conté luteïna i zeaxantina de forma biodisponible per a l’alimentació humana. La seva funció antioxidant fa que tinguin un paper en la prevenció de malalties com la degeneració macular associada a l'edat (DMAE) i de cataractes.
La luteïna i la zeaxantina en els ous són més biodisponibles que en altres aliments. Això probablement es deu a la matriu lipídica del rovell d’ou, que facilita l’absorció dels carotenoides solubles en greix alhora la quantitat és variable i depèn en gran manera del menjar que consumeix la gallina. Alguns productors d'ous reforçen la dieta de les gallines amb extracte de calèndula o luteïna purificada en un esforç per augmentar el contingut d'aquestes vitamines en els ous. Com a consumidor es pot obtenir una idea aproximada del contingut de luteïna d’un ou, observant el color del rovell d’ou. La luteïna imparteix un color taronja-groc al rovell. Els rovells de les gallines no complementats amb carotenoides addicionals solen tenir un color més groc.
De la mateixa manera que la luteïna i la zeaxantina es van acumulant a l’ull, ho fan també al cervell, recents estudis com Relationship between Serum and Brain Carotenoids,α-Tocopherol, and Retinol Concentrations and Cognitive Performance in the Oldest Old from the Georgia Centenarian Study demostren com aquests dos components també tenen un paper en el desenvolupament cognitiu d’infants.

##### Colina
Els ous son una excel·lent font de colina, nutrient essencial per al desenvolupament normal de totes les cèl·lules. Hi ha estudis publicats en el Instituto de estudios del huevo que demostren una relació directa entre el desenvolupament del cervell del fetus i la ingesta de colina dietètica en la mare embarassada. Per això, la colina és un nutrient clau durant l'embaràs i la lactància, ja que durant en aquest període aquesta s'esgota fàcilment alhora que és indispensable pel desenvolupament del cervell del fetus. Fins i tot, hi ha una relació directa amb la memòria en l'etapa anciana respecte la quantitat de colina que va prendre la seua mare durant l'embaràs. L'ou és el segon aliment després del fetge que conté un major aport de colina, no obstant, el fetge no es recomana prendre durant l'embaràs a causa de l'elevat contingut en Vitamina A, que pot ser teratògena per al fetus. Així doncs, l'ou passa a ser l'aliment més adient per satisfer les necessitats de colina en les embarassades. Fins fa uns anys es pensava que la colina es podia sintetitzar al cervell en quantitat suficient. Va ser l'any 1998 quan la National Academy of Science de USA es van referir a la colina com a nutrient i en va definir les I.D.R. (ingestes diaries recomanades) amb valors de 425 mg/dia en dones i 550 mg/dia en hòmens. El requeriment de colina és major en hòmens que en dones post-menopausiques i alhora aquestes necessiten més colina que les dones pre-menopausiques.

### Micronutrients

#### Vitamines
Un ou aporta quantitats significatives d'una àmplia gamma de vitamines (A, B2, Biotina, B12, D, E, etc.) i minerals (fòsfor, seleni, ferro, iode i zinc) que contribueixen a cobrir gran part de les necessitats diàries de nutrients.
L'acció antioxidant d'algunes vitamines i oligoelements de l'ou ajuda a protegir el nostre organisme de processos degeneratius com el càncer o la diabetis, així com de les malalties cardiovasculars.
Lligats a la fracció greix de l'ou (que està en el rovell), es troben nutrients molt interessants, com les vitamines liposolubles (A, D, E, K). Important també és el contingut en ferro, folats i vitamina B12, dels que sovint no arribem a ingerir les quantitats diàries recomanades en la dieta.
La biotina és un altre nutrient essencial que es troba en l'ou. Es relaciona amb la protecció de la pell i el manteniment d'importants funcions corporals. La ingesta diària recomanada de biotina és de 30 mg per dia, que un ou cobreix aproximadament en un 40%.
La biotina i la proteïna de la clara no són assimilades pel nostre cos si es consumeix la clara crua. Per això és sempre recomanable escalfar les clares fins a la seva coagulació.
Els ous contenen a més riboflavina, important per al creixement corporal i la producció de glòbuls vermells; seleni, un potent antioxidant, i vitamina K, que intervé en la coagulació sanguínia.
| Nutrients de l’ou en quantitat significativa (>15% de la VRN) | Quantit per 100 g de porció comestible (2 ous mitjans) | % VRN (Valor de Referència del Nutrient) |
| Vitamina A (µg)                                               | 227                                                    | 28,4                                     |
| Vitamina D (µg)                                               | 1,8                                                    | 36                                       |
| Vitamina E (mg)                                               | 1,9                                                    | 15,8                                     |
| Riboflavina (mg)                                              | 0,37                                                   | 26,4                                     |
| Niacina (mg)                                                  | 3,3                                                    | 20,6                                     |
| Àcido Fòlic (µg)                                              | 51,2                                                   | 25,6                                     |
| Vitamina B12 (µg)                                             | 2,1                                                    | 84                                       |
| Biotina (µg)                                                  | 20                                                     | 40                                       |
| Àcid pantotènic (mg)                                          | 1,8                                                    | 30                                       |
| Fósfor (mg)                                                   | 216                                                    | 30,8                                     |

#### Minerals
| Nom del Mineral | Funció/Relació amb la salut | Quantitat per 100 g de porció comestible = 2 ous M | %VRN (Valor de Referència Nutricional) |
| Fòsfor          | Contribueix a la mineralització dels ossos i dents. Necessari per a l’activitat nerviosa i muscular. | 216 mg                                             | 30,9%                                  |
| Zinc            | Essencial per al creixement. Component de molts enzims que participen al metabolisme. Intervé en la formació de material genètic, divisió cel·lular, síntesi proteica, reaccions immunitaries, sensació gustativa, cicatrització de ferides i desenvolupament normal del fetus. | 2 mg                                               | 20%                                    |
| Seleni          | Antioxidant que ajuda a protegir les membranes cel·lulars | 10 µg                                              | 18,2%                                  |
| Ferro           | Necessari per la formació de l’hemoglobina dels glòbuls rojos i pel transport d’oxigen a totes les cèl·lules. Contribueix al normal funcionament del sistema immunologic, el desenvolupaments neurològic i cognitiu.                                                            | 2,2 mg                                             | 15,7%                                  |
| Iode            | Component d’hormones tiroidees que ajuda a regular el creixement, el desenvolupament i la maduració. | 12,7µg                                             | 8,5%                                   |

## Ou i colesterol (mite de l'ou i el colesterol)
De tots els aliments només l'ou ha estat restringit per l’American Heart Asssociation (AHA) amb la intenció de reduir el risc de patir malalties cardiovasculars. L’ any 1968 l'AHA va publicar les recomanacions sobre la quantitat màxima recomanable d' ingesta d'ous per setmana definint-ne un màxim de tres.
Això va produir durant les següents dècades una disminució notable del consum d’ous per capita i conseqüentment que molts científics es preguntessin quina repercussió tindria sobre la salut de la població. Després d’un gran nombre d’estudis científics es va observar que la reducció del consum d’ous no anava lligada amb patir problemes cardiovasculars i que, a més, la disminució d'aquest aliment en la dieta esdevenia dèficits nutricionals en la salut de les persones, per tant, no menjar suficients ous comportava més problemes que no pas en prevenia, com s’havia establert inicialment de forma errònia. Autors com Donald J. McNamara agrupa en el seu article: 2015 ,The fifty years of rehabilition les diferents referències dels estudis que demostren els beneficis de l'ou.
Desmentint el mite de l’ou i el colesterol, primer de tot cal explicar que el colesterol és un component important de la membrana de les cèl·lules, de la bilis i precursor de la vitamina D i de les hormones sexuals. És imprescindible en la embriogènesi i en la divisió cel·lular. Els principals responsables dietètics de l’augment dels nivells de colesterol en sang (concretament el colesterol perjudicial, LDL) són els greixos saturats i els greixos parcialment hidrogenats. Tot i que la majoria dels aliments rics en colesterol també ho són en greixos saturats, en el cas de l’ou no és així.
Un ou mitjà aporta 200 mg de colesterol, però té més greixos insaturats que saturats. Degut al seu contingut en fosfolípids, que interfereixen en la seva absorció, aquest colesterol té molt poc efecte sobre el colesterol en sang. Recents estudis científics demostren la poca influència que té l’ou en els nivells normals de colesterol en sang i alhora defineixen l’ou com un superaliment amb la capacitat de prevenir malalties i aportar grant part dels nutrients necessaris dia a dia en la dieta.
Segons “Physicians Health Study” que va incloure més de 21000 participants en un estudi va concloure que el consum d’ous va ser favorable respecte a la mortalitat cardiovascular enfront als que els menjaven ocasionalment, especialment en pacients diabètics.
Dins el context en el qual les recomanacions de l'American Heart Association, el 1968, limitaven fins a tres el nombre d'ous en la dieta de la població, es va crear l’any 1975 l'American Egg Board (AEB) mitjançant la qual els productors d'ous dels EUA es reuneixen, d'acord amb les autoritats estatutàries, per establir, finançar i executar programes coordinats en recerca, educació i promoció, tot orientat a impulsar la demanda d'ous i ovoproductes. L' AEB i totes les activitats del programa estan finançades per productors d'ous dels Estats Units, amb l’aprovació del US Departament of Agriculture (USDA) què és el departament d'agricultura dels Estats Units.
L’ Egg Nutrition Center (ENC) és el centre d’educació i investigació sanitària de la American Egg Board. Establerta el 1978, la ENC proporciona informació científica a agències de promoció de la salut, metges, dietistes, científics nutricionals, mitjans de comunicació i consumidors sobre qüestions relacionades amb la nutrició dels ou i el paper dels ous a la dieta nord-americana. Aquest centre va abordar les qüestions iniciades per l’AHA el 1968 referents a les restriccions establertes inicialment.

### Recomanacions dietètiques
- L’any 1973 la American Heart Association va recomanar limitar la ingesta d’ous a un màxim de 3 per setmana.

- L’any 2019 s’ha establert que un ou per dia no suposa un risc en persones sanes.

- El departament d'agricultura dels Estats Units (USDA) ha elaborat un Guia 2015-2019 en la que no estableixen límits en la ingesta d’ous.

#### Desmuntant el mite: Efecte de l’ou en malalties
- Ictus:

El consum d’ous no pot augmentar el risc d’ictus. Un nou estudi de la Universitat de l'est de Finlàndia suggereix que una ingesta moderada de colesterol en la dieta o un consum de fins a un ou per dia no està associada a un risc elevat d’ictus. Els resultats es van publicar a The American Journal of Clinical Nutrition.
Els resultats suggereixen que la ingesta moderada de colesterol o el consum diari d’ous no estan associats amb el risc d’ictus, fins i tot en persones que tenen una predisposició genètica a un major efecte del colesterol dietètic en els nivells de colesterol sèric.
- Diabetis mellitus

Recents investigacions suggereixen que menjar ous com a part d'una dieta saludable no té cap efecte perjudicial sobre la salut de les persones amb diabetis tipus 2. De fet, l'elevat contingut en proteïnes dels ous pot ajudar amb la pèrdua de pes, que sol ser un benefici significatiu per a les persones amb diabetis tipus 2.

## Beneficis en diferents etapes de la vida
- Dones embarassades l'ou és l'aliment més recomanat per cobrir les necessitats de colina que reuqereix l'etapa d'embaràs i lactància, ja que en aquesta etapa és clau aquest nutrient pel correcte desenvolupament del cervell del fetus i fàcilment la mare n'esgota les quantitats. Per això menjar ou és una manera de mantenir els nivells necessaris durant aquesta etapa.[26]
- Nens i nenes/ Adolescents: la proteïna de l'ou aporta el millor perfil d’aminoàcids i contribueix al creixement i desenvolupament (músculs i ossos, i tot el seu cos).
- Persones amb sobrepès: El contingut energètic per ou s’aproxima a les 75 kcal. Aquelles persones que volen reduir el seu aport calòric diari poden fer-ho menjant ous, ja que només aporta 75 kcal (respecte 100 g serien 155kcal)[27] i alhora cobreix part de les necessitat nutricionals gràcies a la seva completa composició en nutrients. Per una altra banda les proteïnes del rovell de l'ou, tenen un efecte saciant comparat amb altres fonts de proteïnes.[19]
- Persones d'edat adulta/avançada: L'ou té un paper rellevant en aquesta etapa per la seva font de proteïnes, ja que en el procés d'envelliment es produeix de manera natural la pèrdua de teixit muscular. Prendre una quantitat de proteïna diària és rellevant en aquesta etapa per tal de mantenir la massa del teixit muscular constant. L'ou és un aliment que aporta aquesta quantitat de proteïna i que la seva ingesta pot reduir la pèrdua de massa muscular en persones adultes alhora que es pot cuinar fàcilment, té alta mastegabilitat i és fàcil de digerir.[36] Per una altra banda, al rovell conté carotenoides (luteina i zeaxantina) que tenen un paper clau en la prevenció de malalties com la degeneració macular associada a l'edat(DMAE).[21][37]
- Esportists i persones físicament actives: Necessiten més energia i nutrients perquè tenen major despesa energètica i també pel desgast que es produeix a causa de l'estrés físic de l'exercici. Pel seu baix contingut calòric és de gran interès a mes en els casos i disciplines en què hagi de controlar-se la ingesta calòrica o el pes corporal.

## Usos culinaris/tecnològics de l'ou[38][2]
L'ou té al voltant de 22 funcionalitats tecnològiques que es poden aplicar tant a la cuina com en el processat dels aliments. Això permet obtenir diferents característiques en el producte final.

### Adhesió
Quan les proteïnes de l’ou són exposades al calor o a un àcid, coagulen, fent passar l’ou d’estat líquid a semisòlid i un cop la proteïna solidifica, pot arribar a donar una funció d’adhesivitat que pot servir per unir els ingredients entre ells.
Els ovoproductes afegits a les masses d’aliments arrebossats ajuden a adherir-se al substrat.
La química de la coagulació de la proteïna de l’ou explica com els ovoproductes proveeixen una adhesió entre els ingredients sobretot de menjars preparats que porten molts components, prevenint així, que els productes perdin la seva forma i es mantinguin amb l'estructura inicial.

### Escumant
Moltes vegades, en la “brioixeria”, es fa servir molt l’aireació per donar una estructura concreta al producte. L’aireació es pot donar per diferents vies, com afegint llevats, rent químic, mètodes mecànics, físics o una barreja de tots aquests mètodes. Tots tenen com a finalitat, introduir gas, normalment aire, a la mescla.
Per exemple, en el cas dels pastissos sovint és important una correcta aireació perquè la textura del pastís quedi suau.
Quan l’aire és incorporat en la massa, la solució atrapa les bombolles formant una escuma. Si les proteïnes mantenen l'escuma, fan elevar el producte i redueix la seva densitat. Els ous confereixen aireació en aplicacions de “brioxeria” amb el mètode mecànic.

### Aglutinant
Les proteïnes de la clara lliguen tots els components de l’aliment entre ells.

### Clarificant
Evita la turbidesa de les begudes i ajuda a minvar el pardejament enzimàtic. És molt utilitzada en la indústria vinícola.

### Coagulant i gelificant
A l’augmentar la temperatura, les proteïnes de l’ou canvien d’estat fluid a gelatinós.

### Colorant
Molts aliments sense cocció amb ou adquireixen una tonalitat ataronjada degut als pigments del rovell (carotenoides liposolubles: xantofil·la i carotens). Per altra banda, aquells productes amb ou sotmesos a una cocció, obtenen una coloració més marronosa.

### Acabat brillant
Es pot utilitzar l’ou per pintar la superfície d’elaboracions que seran enfornades per tal que tinguin un acabat brillant i més apetitós.

### Emulsionant
Els fosfolípids i les lipoproteïnes són agents tensioactius que estabilitzen les emulsions oli/aigua.

### Arrebossat
L’ou es fa servir per elaborar les masses d’arrebossat ja que protegeix l’aroma i el sabor de l’aliment.

### Perllonga la durabilitat
L’ou fa que el midó quedi més humit i fresc.

### Espessant
A vegades s’afegeix l’ou a productes com salses per elevar la seva viscositat i, per tant, obtenir un producte més espès.

### Millora la textura
Ajuda a mantenir ferma la textura dels aliments i millora les masses escumoses.

### Millora la palatabilitat
Dona cos i suavitat substancial als productes que contenen ou.

### Aromatitzant
Aporta i potencia alguns aromes.

### Antimicrobià
El lisozim de la clara de l’ou pot ajudar a reduir el creixement microbià, fent-lo servir com a conservant (E-1105) en alguns productes.

### Control de la cristal·lització
Els productes a base d’ou poden ajudar a controlar la cristal·lització en dolços, postres congelats i aliments preparats. El rovell de l’ou ajuda a crear cristalls més petits.

### Packagins comestibles
Les clares de l’ou es poden utilitzar per fabricar packagings comestibles. L’albumen de l’ou és similar a altres proteïnes que es fan servir per aquest tipus de film.

### Humectant
La humectància, especialment en productes de forn requereix d’un bon equilibri entre el contingut d’aigua del producte i el control de l’activitat de l’aigua. L'excés d’activitat d’aigua pot provocar creixement microbià i pot posar fi a la útil del producte. Els ous poden ajudar a controlar la humitat unint aigua o afegint un recobriment que ajudi a atrapar la humitat del producte acabat.

### Estabilitat del pH
Mentre que el pH de l’ou sencer tendeix a pH neutre (al voltant de 7), la clara de l’ou sola és bàsica (pot arribar fins al voltant d’un pH de 9) i, per tant, pot ajudar en l'estabilitat del pH de productes.

### Enriqueix els productes/plats
Moltes vegades la riquesa es deu a la relació entre el greix del rovell i les capacitats emulsionants de la lecitina.
El color també té un paper important en la percepció de riquesa dels consumidors. Els carotenoides liposolubles (xantofil·la i carotens) són les responsables del color ataronjat del rovell. La intensitat de color groc en alguns productes que contenen ous és considerada com una mostra de riquesa.

### El llevat
El llevat és la producció o incorporació de gasos en un producte al forn per augmentar el seu volum i obtenir la textura desitjada. Sense l’aire o el vapor els productes enfornats serien plans.
Els ous poden contribuir al procés de llevat de dues maneres. En primer lloc, el fet d’afegir-los proporciona líquid a la formulació que després es converteix en vapor a mesura que s’escalfa el producte.
En segon lloc, la clara d’ou aireja un producte o ajuda a crear les cèl·lules d’aire que finalment s’omplen de vapor. A mesura que els líquids del forn es converteixen en vapor o formen gasos amb el calor, el vapor desplaça les parets de les cèl·lules d’aire i les expandeix. A més, a mesura que les proteïnes dels ous coagulen formen una xarxa amb el gluten del producte. La xarxa formada entre la combinació de proteïnes i midons estableix les parets de les cèl·lules d’aire per mantenir la forma del producte un cop es refredi.

### Enriquiment proteic
Algunes formulacions de productes es concentren en l'enfortiment de proteïnes o l'enriquiment d’aliments que poden contenir o no proteïnes. La tendència en els últims anys ha estat que els consumidors cada cop tenen més interès en augmentar la seva ingesta proteica, la majoria seleccionant els ous com a opció preferida per a l'enfortiment de proteïnes.

### Per què a temperatura ambient per muntar les clares?
Les clares es munten millor a temperatura ambient (21º C) permetrà abans un major volum i una textura fina que si estan fredes, perquè estaran més viscoses i resultarà més difícil muntar-les.

## Diferents maneres de cuinar els ous

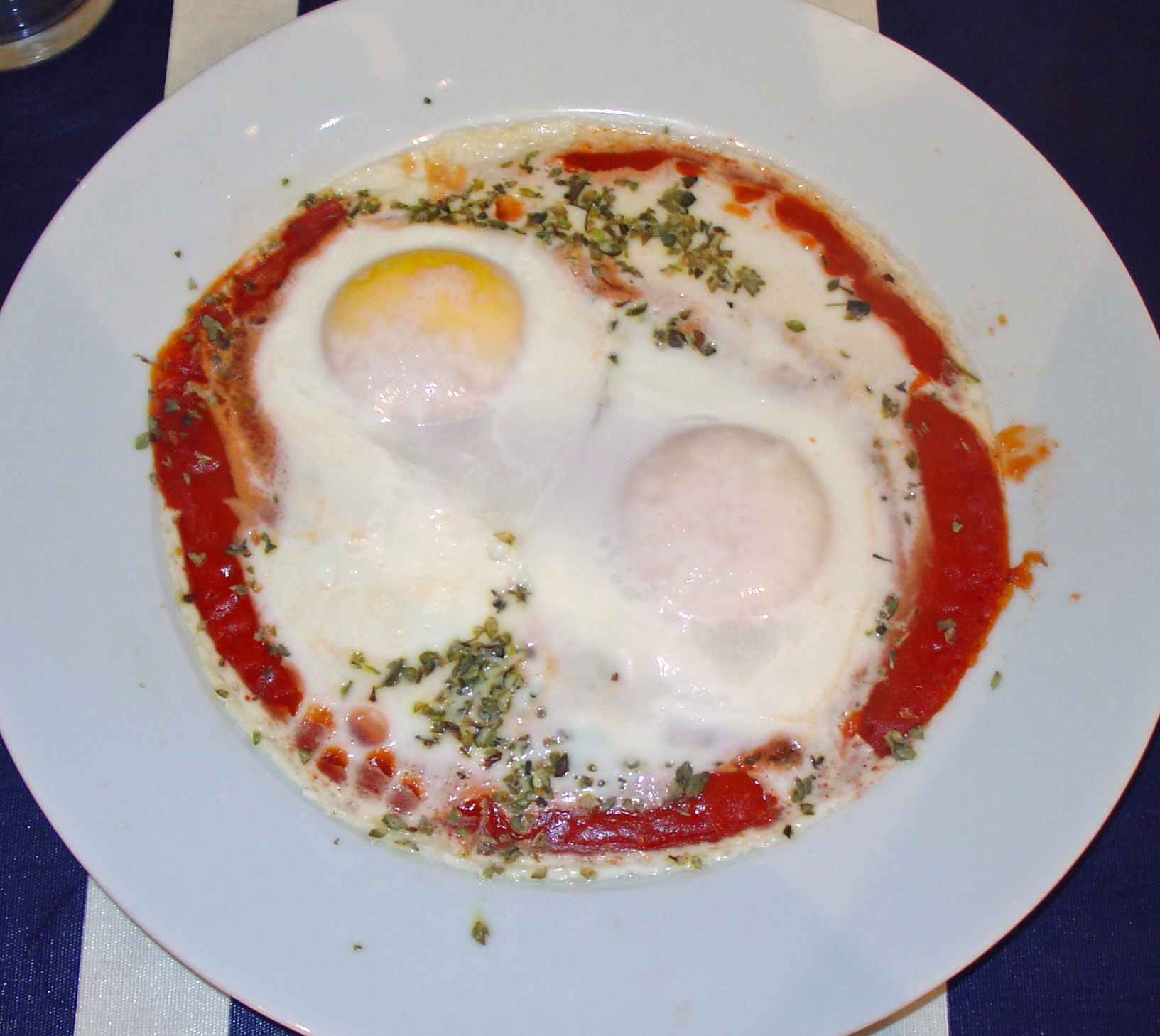
Ous al plat

Els ous són un dels aliments més simples, polivalents i complets, per això s'acostumen a consumir sols, almenys, de les maneres següents:
- Ous crus.[40]
- Ovo all'ostrica, tan sols rovell cru, amb sal i llimona.[41]
- Ous blancs, ous passats per aigua, ous en corfa, ous per a beure o ous blanets, bullits amb clova en aigua bullent generalment entre 3 i 5 minuts, la clara d'ou a penes coagularà i el rovell tindrà una consistència líquida o parcialment tova i en part semilíquida.
- Ous ferrats, ous aferrats, ous fregits, fregits en oli (als països mediterranis oli d'oliva) o mantega, sense trencar el rovell.
- Ous en rovellet, ous ferrats en abundant oli d'oliva o en algun altre oli.
- Ous remenats, remenat d'ous, remenat d'ou, ous menats o ous desmatxats, que és com la truita però sense donar-hi forma.
- Ous batuts o ous menats amb una forqueta o amb un batedor manual o elèctric, cuits amb oli o greix[42]
- Ous bullits o durs, bullits en aigua bullent amb clova durant 8 o 9 minuts o més de 10 minuts, resten completament cuits (amb el blanc i el rovell ben quallats) i d'una consistència màxima per un ou.
- Ous esternats: ous durs migpartits.
- Ous estarranats: ous durs tallats a bocins.
- Ous escaldats, bullits en un brou sense la closca.
- Ous escumats, ous escumats, ous en flor o ous bullits sense closca, cuits en aigua bullent sense la closca.
- Ous escalfats, ous escaldats o ous escumats, cuit en aigua molt calenta però no bullent, sense la closca, durant 3 o 4 minuts.
- Ous al plat, fets al forn sense la closca, vetllant que la clara qualli i els rovells restin tendres.
- Ou filat.
- Ous a la planxa.
- Truita, també anomenada truita a la francesa, ous fregits en una paella mesclant prèviament la clara i el rovell.
- Ou centenari: ous frescos de gallina, ànec o guatlla els quals s'enterren en diferents components per tal que es dugui a terme una fermentació alcalina, donant lloc a un producte amb propietats organolèptiques molt característiques.

Però, a més a més, els ous formen la base de la truita de patates, de la salsa maionesa, del bescuit, del pa de pessic, del suflé (o soufflé), o de les quiche.
En rebosteria l'ou presenta una infinitat d'aplicacions. Així, els rovells s'utilitzen per a elaborar flamets i les clares per la merenga i com a ingredient dels sorbets, entre d'altres.

## Ou,Salmonellai bones pràctiques higièniques
L’ou ha estat l’aliment més implicat en la transmissió de Salmonella i causant de Salmonellosi. Els serotips Enteritidis i Typhimurium de Salmonella enterica són els tipus de salmonel·les més freqüentment associats a malalties humanes. La causa sol ser en les restes d'excrement de gallina que poden romandre adherides a la closca, sempre que entrin en contacte amb l'interior i si es prenen crus. La simptomatologia de la salmonel·losi, que es desenvolupa en les 24-48h posteriors a la infecció és vòmits, diarrea i febre elevada. Com no es metabolitzen els àcids biliars, la diarrea presenta un color verd esmeralda característic. Les gallines ponedores de les granges de la UE estan sanitàriament controlades ia Espanya es vacunen totes contra la salmonel·losi. Com a consumidors tenim la responsabilitat de manipular higiènicament l'ou i altres aliments per evitar les toxiinfeccions alimentàries. En la majoria dels casos, la manipulació inadequada en la preparació o emmagatzematge dels aliments és l'origen de les contaminacions bacterianes.
L’home pot passar la Salmonella a les aus, convertint-les en portadores i aquestes tornar-les a passar a l’home per mitjà dels ous. Per això cal tenir molta cura amb les condicions higienicosanitàries de les gallines: vacunant-les, bones pràctiques d’higiene i controls periòdics.
Hi ha unes normes bàsiques publicades per l'Agència Catalana de Seguretat Alimentària que podem portar a terme a casa per tal d’evitar aquesta toxiinfecció alimentària. Aquests consells els divideix en el moment de la compra, el moment d’emmagatzemar els ous, com els hem de cuinar, com els hem de conservar un cop cuinats i consells per elaboracions que contenen ou cru.

### Com hem d’escollir els ous en el moment de la compra?[44]
- Els ous han de tenir la closca neta, sencera i sense signes d’humitat. La closca bruta pot contenir gèrmens i contaminar l’interior de l’ou i dels altres aliments amb què estiguin en contacte.
- Els ous envasats han de dur una etiqueta que indiqui: la data de consum preferent, la categoria de qualitat i pes de l’ou, el centre on han estat envasats i classificats, la forma de cria i les recomanacions sobre la manera de conservar-los.
- Els ous venuts a granel hauran de garantir aquesta mateixa informació.

### Com hem de conservar els ous?[44]
- En un lloc fresc, sec i a temperatura constant, és a dir, el refrigerador. Els canvis de temperatura provoquen condensacions sobre la closca i aquesta humitat facilita la multiplicació de gèrmens, la desintegració de la barrera protectora de l’ou i, per tant, la seva contaminació.
- Separats de la resta d’aliments, preferiblement a l’ouera del refrigerador. L’ouera serveix per mantenir els ous en un espai sec i fresc, i també per dificultar les contaminacions creuades amb altres aliments.
- Rentar els ous és una pràctica que, a més de ser innecessària, en pot facilitar la contaminació.

### Com hem de preparar els aliments que contenen ous?[44]
- No s’han d’utilitzar ous que hagin sobrepassat la seva data de consum preferent. La frescor dels ous és un atribut de qualitat i seguretat.
- Abans i després de manipular ous cal rentar-se les mans.
- Després del seu ús, els estris que hagin estat en contacte amb ous o amb productes que continguin ou s’han de netejar. Les mans, els draps de cuina, les superfícies de treball o qualsevol altre estri de cuina poden actuar com a transportador de gèrmens.
- No s’ha de trencar l’ou en el mateix recipient on després s’ha de batre, ni separar la clara del rovell amb la closca de l’ou. En trencar l’ou podem contaminar el recipient i el propi ou amb els gèrmens de la closca.
- Un cop hem trencat l’ou cal comprovar que no desprengui olors anormals i que la transparència de la clara sigui l’adequada. La presència d’aquests signes pot fer sospitar d’un possible creixement bacterià i, per tant, cal refusar-lo.

- Cal coure els aliments que contenen ou a una temperatura que arribi als 75 °C en el centre del producte. Cal quallar bé les truites. La cocció és l’única manera d’eliminar els gèrmens perillosos, entre ells, la salmonel·la. Una cocció insuficient no garanteix l'eliminació dels gèrmens.

### Com hem de conservar els aliments que contenen ous?[44]
- Un cop cuinats, s’han de consumir immediatament o mantenir al refrigerador.

Les truites, cremes, flams, quiches i altres productes elaborats amb ou són un medi idoni per al creixement de bacteris, si es deixen a temperatura ambient (10 °C- 40 °C). No els mantingui a aquestes temperatures més de 2 hores.

### Què hem de saber de lamaionesai d'altres salses que preparem amb ou fresc?[44]
- Cal preparar la quantitat justa de salsa per consumir en un àpat sol. Les salses no s’han de conservar per a dies posteriors.
- Si hi afegim unes gotes de vinagre o de llimona, en millorarà la seva conservació.
- Cal mantenir-les al refrigerador fins al moment de ser consumides o utilitzades en altres plats que també haurem de refrigerar. La maionesa i algunes salses elaborades amb ou fresc no reben cap tractament de calor que elimini els possibles gèrmens. Per tant, en la seva preparació, cal respectar molt estrictament aquestes normes d'higiene.

La UE ha establert un pla de reducció de salmonel·la anual de forma que cada estat memebre de la unió europea ha de reduir el nombre de gallines ponedores infectades de salmonel·la a un percentatge establert en funció del nombre de gallines afectades on l’objectiu final és reduir els nivells de salmonel·la al 2% o menys.
Cada 12 mesos es realitzen inspeccions dutes a terme per la EFSA a les indústries productores d'ous de gallines de cada estat membre i segons el resultat en percentatge s'aplicarà la reducció de gallines amb salmonel·losi corresponent, ja que es permet un mínim de gallines amb sealmenl·losi, i la reducció d'aquestes va en funció del percentatge que signifiquen en el total de la producció.
• Reducció del 10% si la prevalença de salmonel·la en l’any anterior es trobava per sota del 10%
• 20% si la prevalença de salmonel·la en l’any anterior va ser del 10-19%
• 30% si la prevalença de salmonel·la en l’any anterior va ser del 20-39%
• Un 40% si la prevalença de salmonel·la en l’any anterior era superior al 40%

## Associacions i Organitzacions de l'ou

### Amèrica
Tres anys abans de la creació de l'American Egg Board, més al nord del continent americà, ja existia la Egg Farmers of Canada organització nacional creada el 1972 que actualment representa els més de 1.000 productors d'ous regulats del Canadà a totes les províncies i als territoris del nord-oest. Aquesta organització s’encarrega de gestionar el subministrament d'ous, fomentar-los i desenvolupar estàndards per a la cria d'ous al Canadà. A més, té com a missió posicionar la indústria de l’ou canadenc com a líder en el futur agrícola del Canadà a través del creixement sostenible, la millora contínua i la responsabilitat social, treballant de manera col·laborativa sota el sistema de gestió de subministrament per mantenir els interessos de tots els que depenen i gaudeixen dels seus productes.
Al sud del continent, existeix  l’Instituto Latinoamericano del Huevo que té com a missió contribuir amb la nutrició, salut i benestar de la població, informant les propietats beneficioses de l’ou. La seva visió és ser l'organització líder a Llatinoamèrica, reconeguda al món com a promotora del coneixement dels beneficis de l’ou. A més, també hi ha a l'Argentina, el Centro de Información Nutricional del Huevo, que és un centre d’informació i consulta creat l’any 2000 que proporciona informació científica sobre nutrició i salut, la missió de la qual és contribuir a millorar l'estat de salut i nutrició de la població alhora que vol ser el principal referent d’Argentina com a difusor del coneixement de les propietats nutricionals de l’ou. A Xile hi ha la Asociación Gremial de Productores de Huevos de Chile, actualment anomenada Chilehuevos creada l’any 1978 la qual va nàixer arràn de la iniciativa d’un grup de productor d’ous de vàries zones del país amb la finalitat de promoure la racionalització, el desenvolupament i la protecció de la producció d’ou del país. Sense ànims de lucre, és una de les organitzacions gremials del sector agropecuari més antigues del país. Entre altres, recolza la investigació científica associada a l’ou respecte l’alimentació humana, la salut animal i la qualitat del producte. Desenvolupa també estratègies de promoció del producte.

### Europa
La European Food Safety Autority (EFSA) és la major autoritat de seguretat alimentària que hi ha a Europa, fa assessorament científic de la Comissió Europea, al Parlament Europeu i als Estats membres de la UE. Trobem altres associacions que promouen el consum saludable d’ous en diferents països d'Europa. A Regne Unit hi ha Egg Info on hi pengen diferents ítmes tant científics com divulgatius respecte la nutrició de l'ou, la producció, la seguretat, etc. A Espanya hi ha l’ Instituto Nacional del Huevo que és una associació sense ànim de lucre creada l’any 1996 per a fomentar la investigació relacionada amb l'ou a Espanya i la divulgació sobre el seu interès com a aliment i el seu adequat maneig. Existeix també INOVO (Asociación Española de Industrias de Ovoproductos) i ASEPRHU (Associació Espanyola de Productors d'Ous), l'associació que agrupa i representa els professionals i empreses de tot Espanya dedicats a la producció d'ous.
A Catalunya hi ha l’Agència Catalana de la Seguretat Alimentària (ACSA) què és una àrea especialitzada de l'Agència de Salut Pública de Catalunya, que té com a finalitat aconseguir el màxim grau de seguretat alimentària a Catalunya. En el seu web hi ha diversos consells respecte l’ou, en la seva conservació i consum promogut per la Generelalitat de Catalunya. La Federació Avícola Catalana és l’associació de productors d’aviram i d’ous a Catalunya.